# Barnard College
Barnard College of Columbia University est une faculté d'arts libéraux située dans la ville de New York, aux États-Unis, et réservée aux femmes. Fondée en 1889 par Annie Nathan Meyer à la suite du refus de l'université Columbia d'accepter les femmes, elle prend le nom de Frederick A. P. Barnard, 10e président de Columbia.

## Histoire
En 1873, Lillie Devereux Blake, suffragette et réformatrice, effectue une demande auprès du Columbia College afin que les jeunes femmes soient accueillies comme les jeunes hommes, en présentant une classe d'étudiantes qualifiées pour entrer à l'université. L'agitation causée par cette initiative conduit à la création du Barnard College, faculté d'arts libéraux réservée aux femmes.
Fondé en 1889, le Barnard College est affilié à l'université Columbia, même s'il possède un campus indépendant dans le quartier de Morningside Heights à Manhattan. Le campus de Barnard s'étend le long de Broadway entre la 116e et la 120e rue, c'est-à-dire entre divers bâtiments du campus de Columbia.L'établissement possède également sa propre administration, ses propres enseignants, son propre comité d'administration, et son propre budget. Barnard est actuellement l'une des quatre universités undergraduate de l'université Columbia. À cause de son affiliation avec l'université Columbia, les étudiantes de Barnard College sont aussi considérées comme des étudiantes de Columbia. Elles partagent des classes, des sororités, des bibliothèques, des terrains d'athlétisme, et des clubs avec ces dernières et reçoivent leurs diplômes de l'université Columbia. 
À cause de l'affiliation avec l'université Columbia, beaucoup considèrent le Barnard College comme faisant partie de l'Ivy League, et les athlètes de Barnard College font des compétitions avec les autres universités d'Ivy League.
Le nom de Barnard remonte à l'origine du college et l'école est l'un des établissements pour femmes les plus prestigieux et sélectifs des États-Unis, puisqu'elle fait partie des « Sept Sœurs ». Son campus est situé dans le quartier de l'Academic Acropolis, nommé ainsi du fait de la concentration de plusieurs établissements parmi lesquels on retrouve le Bank Street College of Education ou le Jewish Theological Seminary.

## Chiffres clés
En 2023 :
- Taux d'admission : 8%
- Nombre de volumes détenus[pas clair] sur le campus de Barnard : 130 000
- Nombre de volumes détenus[pas clair] sur le campus de Université Columbia : 13 209 236
- Frais de scolarité : 64 078 USD par an.

## Campus
Le taille du campus est 1.21km², le campus reste dans Morningside Heights, un quartier situé entre le Upper West Side et une partie de Harlem.
Car le campus est au cœur de Manhattan, le Métro de New York a un arrêt jusqu'à Barnard College et l'Université Columbia, l'arrêt est nommé 116th Street - Columbia University. Alors la plupart des étudiants prennent le metro.

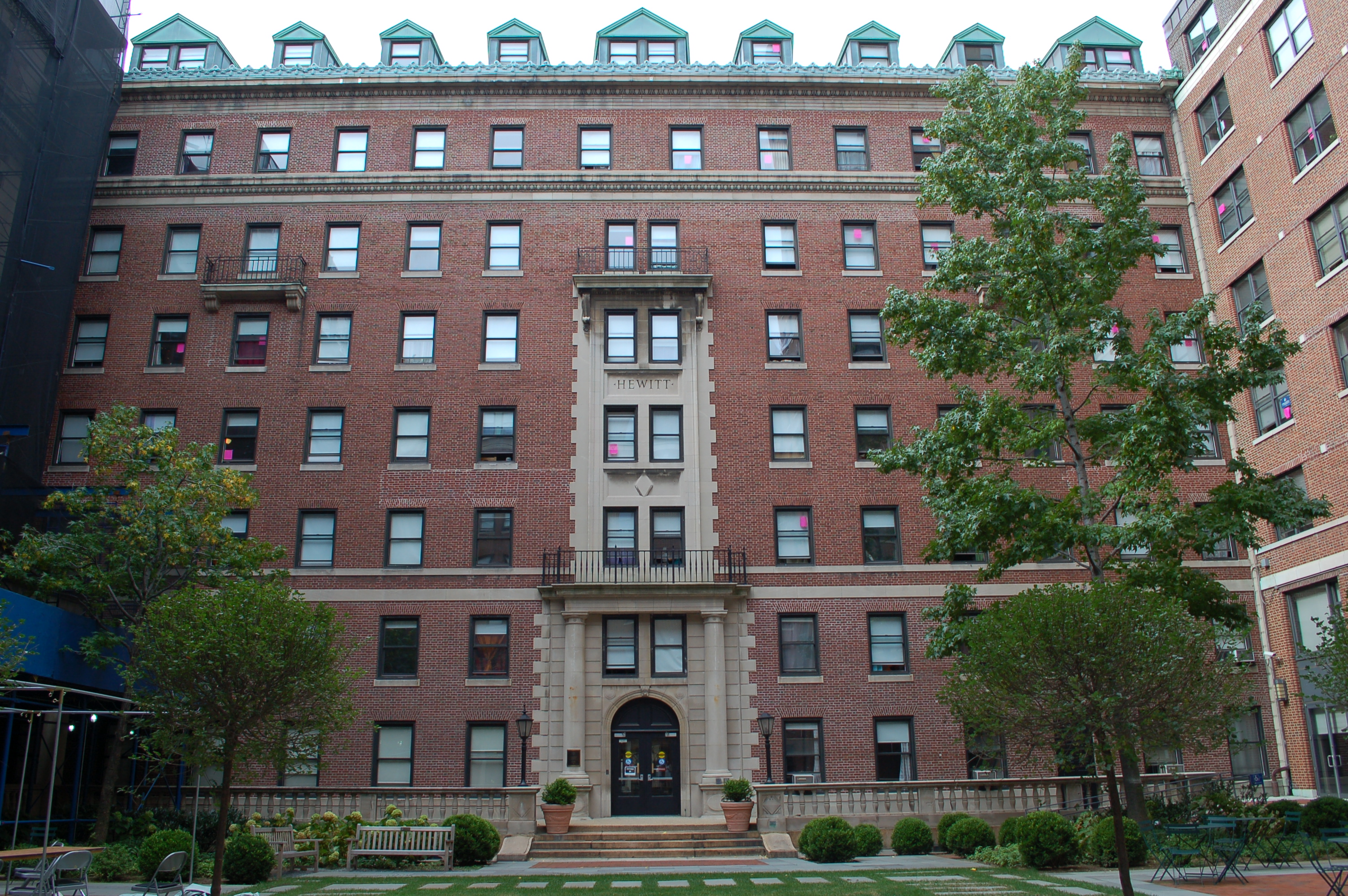
Une des résidences du Barnard College.

## Personnalités liées au collège
- Annie Nathan Meyer, fondatrice du Barnard College. Écrivaine, anti-suffragette et promotrice de l'enseignement supérieur pour les femmes
- Winifred Edgerton Merrill, l'une des cinq membres du comité qui en 1888, obtient la création du collège
- Virginia Gildersleeve, principale

### Enseignantes
- Grace Andrews, mathématiques
- Séverine Autesserre, relations internationales
- Annie Baker, dramaturgie
- Elizabeth Hardwick, création littéraire
- Irena Klepfisz, littérature écrite par les femmes juives
- Claudia Rankine, création littéraire

### Étudiantes (année du diplôme)
- Margaret Mead (1923), anthropologue[4]
- Zora Neale Hurston (1928), écrivain[4]
- Elizabeth Hughes Gossett (1929), philanthrope
- Paula Kassell (1939), féministe
- Patricia Highsmith (1942), écrivain[4]
- Eileen Ford[5] (1943), chef d'entreprise
- Marjorie Perloff (1953), philosophe, critique d'art, essayiste et universitaire
- Mary Pepchinski (1955-), architecte et historienne de l'architecture
- Judith Kaye (1958), juge[4]
- Erica Jong (1963), écrivain[4]
- Martha Stewart (1963), femme d'affaires[4]
- Twyla Tharp (1963), chorégraphe[4]
- Alice Notley (1967), poète.
- Laurie Anderson (1969), artiste multimédia
- Mary Gordon (1971), écrivain[4]
- Jacqueline Barton (1972), chimiste[4]
- Suzanne Vega (1981), chanteuse[4]
- Cynthia Nixon (1988), actrice[4]
- Sana Amanat (2004), rédactrice et productrice chez Marvel[6]
- Greta Gerwig (2006), réalisatrice